# Red Bay (Stati Uniti d'America)
Red Bay è un comune degli Stati Uniti d'America situato nella contea di Franklin dello Stato dell'Alabama.